# Großer Preis von China 2012
Der Große Preis von China 2012 (offiziell 2012 Formula 1 UBS Chinese Grand Prix) fand am 15. April auf dem Shanghai International Circuit in Schanghai statt und war das dritte Rennen der Formel-1-Weltmeisterschaft 2012.

## Berichte

### Hintergrund
Nach dem Großen Preis von Malaysia führte Fernando Alonso in der Fahrerwertung mit fünf Punkten vor Lewis Hamilton und mit zehn Punkten vor Jenson Button. In der Konstrukteurswertung führte McLaren-Mercedes mit 13 Punkten vor Red Bull Renault und mit 20 Punkte vor Ferrari.
Beim Großen Preis von China stellte Pirelli den Fahrern die Reifenmischungen P Zero Medium (weiß) und P Zero Soft (gelb), sowie für nasse Bedingungen Cinturato Intermediates (grün) und Cinturato Full-Wets (blau) zur Verfügung.
Mit Hamilton (zweimal), Alonso, Michael Schumacher, Kimi Räikkönen, Sebastian Vettel und Button (jeweils einmal) traten sechs ehemalige Sieger sowie alle Sieger seit 2005 zu diesem Grand Prix an.
Rennkommissare waren Garry Connelly (AUS), Emanuele Pirro (ITA) und Vincenzo Spano (VEN).

### Training
Im ersten freien Training erzielte Hamilton die schnellste Zeit vor Nico Rosberg und Schumacher. Jules Bianchi übernahm in diesem Training den Force India von Paul di Resta, Valtteri Bottas den Williams von Bruno Senna und Giedo van der Garde den Caterham von Witali Petrow. Es war die erste Teilnahme von Bianchi und van der Garde an einem Grand-Prix-Wochenende.
Im zweiten freien Training war Schumacher der schnellste Fahrer. Zweiter wurde Hamilton, Dritter Vettel.
Im dritten freien Training fuhr Hamilton die Bestzeit vor Button und Rosberg.

### Qualifying
Im ersten Segment des Qualifyings erzielte Sergio Pérez die schnellste Zeit. Die HRT-, Marussia- und Caterham-Piloten sowie Jean-Éric Vergne schieden aus. Im zweiten Segment fuhr Mark Webber die schnellste Runde. Die Force India- und Williams-Piloten sowie Daniel Ricciardo, Felipe Massa und Vettel schieden aus. Im finalen Abschnitt erzielte Rosberg die schnellste Zeit vor Hamilton und Schumacher. Es war die erste Pole-Position für Rosberg, der als 96. Fahrer eine Pole-Position in der Formel-1-Weltmeisterschaft erzielte.

### Rennen
Beim Start behielt Rosberg die Führung vor seinem Teamkollegen Schumacher. Kamui Kobayashi, der vom dritten Platz aus ins Rennen ging, kam nicht gut weg und verlor einige Plätze. Rosberg setzte sich in den folgenden Runden etwas vom restlichen Feld ab, während Schumacher dies nicht gelang und er in etwa eine Sekunde vor Button fuhr.
Bereits in der sechsten Runde begann Webber die Phase der ersten Boxenstopps. Er wechselte der Reifenmischung Soft auf Medium. Es dauerte allerdings noch ein paar Runden, bis weitere Fahrer an die Box fuhren. In der elften Runde ging Button auf Platz drei liegend an die Box. Im Gegensatz zu Webber blieb er allerdings auf der weicheren Reifenmischung. Eine Runde später kam Schumacher an die Box. Kurz darauf stellte Schumacher das Auto am Streckenrand ab. Er schied aus, nachdem bei seinem ersten Boxenstopp ein Reifen nicht richtig befestigt worden war und das Auto beschädigt hatte. Mercedes erhielt dafür eine 5.000-US-Dollar-Strafe wegen unsicherer Freigabe. Da Schumacher das Auto abstellte, bevor der Reifen sich löste, wurde auf weitergehende Sanktionen verzichtet.
Rosbergs Stopp, der eine Runde nach Schumachers stattfand, klappte und er kam auf dem dritten Platz vor Button zurück auf die Strecke. Zwischenzeitlich lag Pérez vor Massa in Führung. Nachdem Pérez aber an der Box gewesen war und Rosberg an Massa vorbeigefahren war, führte Rosberg das Rennen wieder an. Rosberg setzte sich in den nächsten Runden von Button ab.
Mit dem zweiten Boxenstopp wartete Rosberg etwa zehn Runden länger als Button. Er erhielt damit einen strategischen Vorteil, da er in der Lage war, ohne weiteren Stopp durchzufahren, während Button noch einmal an die Box musste. Button versuchte mit schnellen Runden an der Spitze einen Vorsprung herauszufahren, um nach seinem dritten Stopp noch Chancen auf ein Duell gegen Rosberg zu haben. Buttons dritter Stopp verlief allerdings problematisch und er fiel hinter Räikkönen und Vettel zurück.
Räikkönen lag mit einer Zwei-Stopp-Strategie auf dem zweiten Platz hinter Rosberg. Allerdings hatte Rosberg nach 44 von 56 Runden schon einen Vorsprung von etwa 23 Sekunden, weshalb er in der Lage gewesen wäre, einen Sicherheitsstopp einzulegen. Räikkönens Reifen bauten in den nächsten Runden immer stärker ab. Nachdem er in der 48. Runde den zweiten Platz an Vettel verloren hatte, fiel er innerhalb weniger Runden auf den 14. Platz zurück. Mit abbauenden Reifen hatte schließlich auch Vettel Probleme. In der 52. Runde verlor er den zweiten Platz an Button, in der drittletzten Runde ging Hamilton an ihm vorbei und in der letzten Runde musste er sich auch seinem Teamkollegen Webber geschlagen geben.
Rosberg erzielte schließlich seinen ersten Formel-1-Sieg mit circa 20 Sekunden Vorsprung auf Button, der vor Hamilton Zweiter wurde. Es war der erste Formel-1-Sieg für Mercedes als Konstrukteur seit dem Großen Preis von Italien 1955, den Juan Manuel Fangio vor seinem Teamkollegen Piero Taruffi gewann. Mercedes trat zwischen 1955 und 2010 allerdings nicht als Konstrukteur in der Formel 1 an, sondern war nur als Motorenhersteller aktiv. Der aktuelle Mercedes-Rennstall hatte letztmals beim Großen Preis von Italien 2009 als Brawn GP mit Rubens Barrichello einen Sieg erzielt.
Webber wurde Vierter vor Vettel und Romain Grosjean, der erstmals in die Top 10 kam und Punkte erzielte. Die weiteren Punkte gingen an Senna, Pastor Maldonado, Alonso und Kobayashi. Kobayashi fuhr zudem die schnellste Rennrunde. Es war seine erste und bisher einzige schnellste Rennrunde und auch die erste schnellste Rennrunde für Sauber.
In der Weltmeisterschaft übernahm Hamilton die Führung von Alonso, der auf den dritten Platz zurückfiel. Button übernahm den zweiten Platz. Bei den Konstrukteuren blieben die ersten drei Positionen unverändert, wobei McLaren-Mercedes den Vorsprung auf die anderen Teams vergrößerte.

## Meldeliste
| Team                          | Nr. | Fahrer              | Chassis           | Motor                | Reifen |
| ----------------------------- | --- | ------------------- | ----------------- | -------------------- | ------ |
| Red Bull Racing               | 01  | Sebastian Vettel    | Red Bull RB8      | Renault 2.4 V8       | P      |
| Red Bull Racing               | 02  | Mark Webber         | Red Bull RB8      | Renault 2.4 V8       | P      |
| Vodafone McLaren Mercedes     | 03  | Jenson Button       | McLaren MP4-27    | Mercedes-Benz 2.4 V8 | P      |
| Vodafone McLaren Mercedes     | 04  | Lewis Hamilton      | McLaren MP4-27    | Mercedes-Benz 2.4 V8 | P      |
| Scuderia Ferrari              | 05  | Fernando Alonso     | Ferrari F2012     | Ferrari 2.4 V8       | P      |
| Scuderia Ferrari              | 06  | Felipe Massa        | Ferrari F2012     | Ferrari 2.4 V8       | P      |
| Mercedes AMG Petronas F1 Team | 07  | Michael Schumacher  | Mercedes F1 W03   | Mercedes-Benz 2.4 V8 | P      |
| Mercedes AMG Petronas F1 Team | 08  | Nico Rosberg        | Mercedes F1 W03   | Mercedes-Benz 2.4 V8 | P      |
| Lotus F1 Team                 | 09  | Kimi Räikkönen      | Lotus E20         | Renault 2.4 V8       | P      |
| Lotus F1 Team                 | 10  | Romain Grosjean     | Lotus E20         | Renault 2.4 V8       | P      |
| Sahara Force India F1 Team    | 11  | Jules Bianchi       | Force India VJM05 | Mercedes-Benz 2.4 V8 | P      |
| Sahara Force India F1 Team    | 11  | Paul di Resta       | Force India VJM05 | Mercedes-Benz 2.4 V8 | P      |
| Sahara Force India F1 Team    | 12  | Nico Hülkenberg     | Force India VJM05 | Mercedes-Benz 2.4 V8 | P      |
| Sauber F1 Team                | 14  | Kamui Kobayashi     | Sauber C31        | Ferrari 2.4 V8       | P      |
| Sauber F1 Team                | 15  | Sergio Pérez        | Sauber C31        | Ferrari 2.4 V8       | P      |
| Scuderia Toro Rosso           | 16  | Daniel Ricciardo    | Toro Rosso STR7   | Ferrari 2.4 V8       | P      |
| Scuderia Toro Rosso           | 17  | Jean-Éric Vergne    | Toro Rosso STR7   | Ferrari 2.4 V8       | P      |
| Williams F1 Team              | 18  | Pastor Maldonado    | Williams FW34     | Renault 2.4 V8       | P      |
| Williams F1 Team              | 19  | Valtteri Bottas     | Williams FW34     | Renault 2.4 V8       | P      |
| Williams F1 Team              | 19  | Bruno Senna         | Williams FW34     | Renault 2.4 V8       | P      |
| Caterham F1 Team              | 20  | Heikki Kovalainen   | Caterham CT01     | Renault 2.4 V8       | P      |
| Caterham F1 Team              | 21  | Giedo van der Garde | Caterham CT01     | Renault 2.4 V8       | P      |
| Caterham F1 Team              | 21  | Witali Petrow       | Caterham CT01     | Renault 2.4 V8       | P      |
| HRT F1 Team                   | 22  | Pedro de la Rosa    | HRT F112          | Cosworth 2.4 V8      | P      |
| HRT F1 Team                   | 23  | Narain Karthikeyan  | HRT F112          | Cosworth 2.4 V8      | P      |
| Marussia F1 Team              | 24  | Timo Glock          | Marussia MR01     | Cosworth 2.4 V8      | P      |
| Marussia F1 Team              | 25  | Charles Pic         | Marussia MR01     | Cosworth 2.4 V8      | P      |

Anmerkungen
1. 1 2  Bianchi fuhr den Force India mit der Nummer 11 im ersten freien Training. Di Resta übernahm das Fahrzeug anschließend für das restliche Rennwochenende.
2. 1 2  Bottas fuhr den Williams mit der Nummer 19 im ersten freien Training. Senna übernahm das Fahrzeug anschließend für das restliche Rennwochenende.
3. 1 2  Van der Garde fuhr den Caterham mit der Nummer 21 im ersten freien Training. Petrow übernahm das Fahrzeug anschließend für das restliche Rennwochenende.

## Klassifikationen

### Qualifying
| Pos.                                                                      | Fahrer             | Konstrukteur         | Q1       | Q2       | Q3         | Start |
| ------------------------------------------------------------------------- | ------------------ | -------------------- | -------- | -------- | ---------- | ----- |
| 01                                                                        | Nico Rosberg       | Mercedes             | 1:36,875 | 1:35,725 | 1:35,121   | 01    |
| 02                                                                        | Lewis Hamilton     | McLaren-Mercedes     | 1:36,763 | 1:35,902 | 1:35,626   | 07    |
| 03                                                                        | Michael Schumacher | Mercedes             | 1:36,797 | 1:35,794 | 1:35,691   | 02    |
| 04                                                                        | Kamui Kobayashi    | Sauber-Ferrari       | 1:36,863 | 1:35,853 | 1:35,784   | 03    |
| 05                                                                        | Kimi Räikkönen     | Lotus-Renault        | 1:36,850 | 1:35,921 | 1:35,898   | 04    |
| 06                                                                        | Jenson Button      | McLaren-Mercedes     | 1:36,746 | 1:35,942 | 1:36,191   | 05    |
| 07                                                                        | Mark Webber        | Red Bull-Renault     | 1:36,682 | 1:35,700 | 1:36,290   | 06    |
| 08                                                                        | Sergio Pérez       | Sauber-Ferrari       | 1:36,198 | 1:35,831 | 1:36,524   | 08    |
| 09                                                                        | Fernando Alonso    | Ferrari              | 1:36,292 | 1:35,982 | 1:36,622   | 09    |
| 10                                                                        | Romain Grosjean    | Lotus-Renault        | 1:36,343 | 1:35,903 | keine Zeit | 10    |
| 11                                                                        | Sebastian Vettel   | Red Bull-Renault     | 1:36,911 | 1:36,031 | –          | 11    |
| 12                                                                        | Felipe Massa       | Ferrari              | 1:36,556 | 1:36,255 | –          | 12    |
| 13                                                                        | Pastor Maldonado   | Williams-Renault     | 1:36,528 | 1:36,283 | –          | 13    |
| 14                                                                        | Bruno Senna        | Williams-Renault     | 1:36,674 | 1:36,289 | –          | 14    |
| 15                                                                        | Paul di Resta      | Force India-Mercedes | 1:36,639 | 1:36,317 | –          | 15    |
| 16                                                                        | Nico Hülkenberg    | Force India-Mercedes | 1:36,921 | 1:36,745 | –          | 16    |
| 17                                                                        | Daniel Ricciardo   | Toro Rosso-Ferrari   | 1:36,933 | 1:36,956 | –          | 17    |
| 18                                                                        | Jean-Éric Vergne   | Toro Rosso-Ferrari   | 1:37,714 | –        | –          | Box   |
| 19                                                                        | Heikki Kovalainen  | Caterham-Renault     | 1:38,463 | –        | –          | 18    |
| 20                                                                        | Witali Petrow      | Caterham-Renault     | 1:38,677 | –        | –          | 19    |
| 21                                                                        | Timo Glock         | Marussia-Cosworth    | 1:39,282 | –        | –          | 20    |
| 22                                                                        | Charles Pic        | Marussia-Cosworth    | 1:39,717 | –        | –          | 21    |
| 23                                                                        | Pedro de la Rosa   | HRT-Cosworth         | 1:40,411 | –        | –          | 22    |
| 24                                                                        | Narain Karthikeyan | HRT-Cosworth         | 1:41,000 | –        | –          | 23    |
| 107-Prozent-Zeit: 1:42,931 min (bezogen auf Q1-Bestzeit von 1:36,198 min) |                    |                      |          |          |            |       |

Anmerkungen
1. ↑  Hamilton wurde wegen eines Getriebewechsels um fünf Positionen nach hinten versetzt.
2. ↑  Vergne ließ umfangreiche Änderungen am Fahrzeug durchführen, weshalb er aus der Boxengasse starten musste.

1. 1 2 3 4 5 6 7 8 9 10 11 12 13 14 15 16 17 18 19 20  Rennwagen mit KERS

### Rennen
| Pos. | Fahrer             | Konstrukteur         | Runden | Stopps | Zeit        | Start | Schnellste Runde |
| ---- | ------------------ | -------------------- | ------ | ------ | ----------- | ----- | ---------------- |
| 01   | Nico Rosberg       | Mercedes             | 56     | 2      | 1:36,26,929 | 01    | 1:40,967 (40.)   |
| 02   | Jenson Button      | McLaren-Mercedes     | 56     | 3      | + 20,626    | 05    | 1:40,422 (56.)   |
| 03   | Lewis Hamilton     | McLaren-Mercedes     | 56     | 3      | + 26,012    | 07    | 1:40,530 (40.)   |
| 04   | Mark Webber        | Red Bull-Renault     | 56     | 3      | + 27,924    | 06    | 1:40,490 (52.)   |
| 05   | Sebastian Vettel   | Red Bull-Renault     | 56     | 2      | + 30,483    | 11    | 1:40,601 (33.)   |
| 06   | Romain Grosjean    | Lotus-Renault        | 56     | 2      | + 31,491    | 10    | 1:41,120 (35.)   |
| 07   | Bruno Senna        | Williams-Renault     | 56     | 2      | + 34,597    | 14    | 1:41,293 (37.)   |
| 08   | Pastor Maldonado   | Williams-Renault     | 56     | 2      | + 35,643    | 13    | 1:40,482 (36.)   |
| 09   | Fernando Alonso    | Ferrari              | 56     | 3      | + 37,256    | 09    | 1:41,152 (41.)   |
| 10   | Kamui Kobayashi    | Sauber-Ferrari       | 56     | 3      | + 38,720    | 03    | 1:39,960 (40.)   |
| 11   | Sergio Pérez       | Sauber-Ferrari       | 56     | 2      | + 41,066    | 08    | 1:41,071 (37.)   |
| 12   | Paul di Resta      | Force India-Mercedes | 56     | 2      | + 42,273    | 15    | 1:41,498 (40.)   |
| 13   | Felipe Massa       | Ferrari              | 56     | 2      | + 42,779    | 12    | 1:41,240 (48.)   |
| 14   | Kimi Räikkönen     | Lotus-Renault        | 56     | 2      | + 50,573    | 04    | 1:41,794 (43.)   |
| 15   | Nico Hülkenberg    | Force India-Mercedes | 56     | 2      | + 51,213    | 16    | 1:40,977 (48.)   |
| 16   | Jean-Éric Vergne   | Toro Rosso-Ferrari   | 56     | 3      | + 51,756    | Box   | 1:40,019 (48.)   |
| 17   | Daniel Ricciardo   | Toro Rosso-Ferrari   | 56     | 2      | + 1:03,156  | 17    | 1:41,251 (40.)   |
| 18   | Witali Petrow      | Caterham-Renault     | 55     | 2      | + 1 Runde   | 19    | 1:42,385 (38.)   |
| 19   | Timo Glock         | Marussia-Cosworth    | 55     | 2      | + 1 Runde   | 20    | 1:42,748 (41.)   |
| 20   | Charles Pic        | Marussia-Cosworth    | 55     | 3      | + 1 Runde   | 21    | 1:42,621 (39.)   |
| 21   | Pedro de la Rosa   | HRT-Cosworth         | 55     | 2      | + 1 Runde   | 22    | 1:43,610 (54.)   |
| 22   | Narain Karthikeyan | HRT-Cosworth         | 54     | 2      | + 2 Runden  | 23    | 1:43,935 (40.)   |
| 23   | Heikki Kovalainen  | Caterham-Renault     | 53     | 4      | + 3 Runden  | 18    | 1:41,190 (53.)   |
| –    | Michael Schumacher | Mercedes             | 12     | 1      | DNF         | 02    | 1:44,109 (09.)   |

Anmerkungen
1. 1 2 3 4 5 6 7 8 9 10 11 12 13 14 15 16 17 18 19 20  Rennwagen mit KERS

## WM-Stände nach dem Rennen
Die ersten zehn des Rennens bekamen 25, 18, 15, 12, 10, 8, 6, 4, 2 bzw. 1 Punkt(e).

### Fahrerwertung
| Pos. | Fahrer           | Konstrukteur         | Punkte |
| ---- | ---------------- | -------------------- | ------ |
| 01   | Lewis Hamilton   | McLaren-Mercedes     | 45     |
| 02   | Jenson Button    | McLaren-Mercedes     | 43     |
| 03   | Fernando Alonso  | Ferrari              | 37     |
| 04   | Mark Webber      | Red Bull-Renault     | 36     |
| 05   | Sebastian Vettel | Red Bull-Renault     | 28     |
| 06   | Nico Rosberg     | Mercedes             | 25     |
| 07   | Sergio Pérez     | Sauber-Ferrari       | 22     |
| 08   | Kimi Räikkönen   | Lotus-Renault        | 16     |
| 09   | Bruno Senna      | Williams-Renault     | 14     |
| 10   | Kamui Kobayashi  | Sauber-Ferrari       | 9      |
| 11   | Romain Grosjean  | Lotus-Renault        | 8      |
| 12   | Paul di Resta    | Force India-Mercedes | 7      |

| Pos. | Fahrer             | Konstrukteur         | Punkte |
| ---- | ------------------ | -------------------- | ------ |
| 13   | Jean-Éric Vergne   | Toro Rosso-Ferrari   | 4      |
| 14   | Pastor Maldonado   | Williams-Renault     | 4      |
| 15   | Daniel Ricciardo   | Toro Rosso-Ferrari   | 2      |
| 16   | Nico Hülkenberg    | Force India-Mercedes | 2      |
| 17   | Michael Schumacher | Mercedes             | 1      |
| 18   | Felipe Massa       | Ferrari              | 0      |
| 19   | Timo Glock         | Marussia-Cosworth    | 0      |
| 20   | Charles Pic        | Marussia-Cosworth    | 0      |
| 21   | Witali Petrow      | Caterham-Renault     | 0      |
| 22   | Heikki Kovalainen  | Caterham-Renault     | 0      |
| 23   | Pedro de la Rosa   | HRT-Cosworth         | 0      |
| 24   | Narain Karthikeyan | HRT-Cosworth         | 0      |

### Konstrukteurswertung
| Pos. | Konstrukteur     | Punkte |
| ---- | ---------------- | ------ |
| 01   | McLaren-Mercedes | 88     |
| 02   | Red Bull-Renault | 64     |
| 03   | Ferrari          | 37     |
| 04   | Sauber-Ferrari   | 31     |
| 05   | Mercedes         | 26     |
| 06   | Lotus-Renault    | 24     |

| Pos. | Konstrukteur         | Punkte |
| ---- | -------------------- | ------ |
| 07   | Williams-Renault     | 18     |
| 08   | Force India-Mercedes | 9      |
| 09   | Toro Rosso-Ferrari   | 6      |
| 10   | Marussia-Cosworth    | 0      |
| 11   | Caterham-Renault     | 0      |
| 12   | HRT-Cosworth         | 0      |